# Gorski polk »Treeck«
Gorski polk »Treeck« (izvirno nemško Gebirgs-Jäger-Regiment Treeck) je bil gorski polk v sestavi redne nemške kopenske vojske med drugo svetovno vojno.

## Zgodovina
Polk je bil ustanovljen 19. julija 1944 kot korpusna enota XVIII. korpusa za boj proti partizanom.